# Tetrametrina
Tetrametrina és un insecticida sintètic molt potent de la família dels piretroides. És un sòlid cristal·lí blanc. El producte comercial és una barreja d'estereoisòmers.
S'utilitza comunament com a insecticida, afectant al sistema nerviós dels insectes. Es troba en molts insecticides per la llar.
La tetrametrina té una vida mitjana de 12,5–14 dies al sòl i 13–25 a l'aigua.